# Vízikalász
A vízikalász vagy vízifüzér (Aponogeton) a hídőrvirágúak (Alismatales) rendjébe tartozó vízikalászfélék (Aponogetonaceae) családjának egyetlen nemzetsége. 45-50 faj tartozik ide.
A család közeli rokona a Potamogetonaceae – Hydrocharitaceae családkomplexnek. Kromoszómaszámuk n=8.
A név az ifj. Carl von Linné által publikált Supplementum Plantarum 32: 214 (1782)-ben jelent meg elsőként, egy földrajzi helyből származtatták. Számos faját akváriumi dísznövényként használják.

## Elterjedésük
Afrika, Ázsia és Ausztrálázsia trópusi-meleg mérsékelt éghajlatú területein élő, évelő vízinövények, biodiverzitásuk Dél-Afrikában és Madagaszkáron a legnagyobb.
A kétsoros vízikalász (A. distachyos) dél-afrikai faj, de Dél-Ausztráliában, Dél-Amerika nyugati részén és Nyugat-Európában is kivadult.
Az egyes fajokat gyakran nehéz azonosítani a hibridizáció miatt (az A. crispus néven árult növények gyakran az A. natans-szal képzett hibridek).
Általában elmondható, hogy az ázsiai származású fajok egyszer virágoznak, míg az afrikai (Madagaszkárt is beleértve) fajok ugyanazon magszárról többször is virágot hajtanak.

## Életmódjuk
Több fajuk időleges folyóvízben vagy állóvízben él, a szárazabb időszakot nyugvó állapotban, gumóként vészelve át. Teljesen vízi életmódú, lágy szárú növények tejszerű nedvvel. A legtöbb ázsiai faj egész évben víz alatt áll, az afrikai fajok a száraz évszakot leveleik elhullatásával nyugvó állapotban, tápanyagban gazdag gumóikkal vészelik át.

## Fajok
A nemzetség fajai. A lista nem teljes.
- Aponogeton abyssinicus Hochst. ex A. Rich.
- Aponogeton afroviolaceus Lye
- Aponogeton angustifolius Ait.
- Aponogeton azureus H. Bruggen
- Aponogeton bernerianus (Decne.) Hook.
- Aponogeton boivinianus Baill. ex Jum.
- Aponogeton bogneri H. Bruggen
- fodros vízikalász (Aponogeton crispus) Thunb.
- Aponogeton desertorum Zeyh. ex A. Spreng.
- kétsoros vízikalász (Aponogeton distachyos) L.f.
- Aponogeton elongatus F. Muell. ex Benth.
- Aponogeton fotianus J. Raynal
- Aponogeton junceus Lehm.
- Aponogeton longiplumulosus H. Bruggen (1968)
- madagaszkári vízikalász (Aponogeton madagascariensis) (Mirb.) H. Bruggen
- Aponogeton natalensis Oliv.
- Aponogeton natans (L.) Engl. & K. Krause
- Aponogeton nudiflorus Peter.
- Aponogeton ranunculiflorus Jacot Guill. & Marais
- Aponogeton rehmannii Oliv.
- Aponogeton rigidifolius H. Bruggen
- Aponogeton stuhlmannii Engl.
- Aponogeton subconjugatus Schumach. & Thonn.
- Aponogeton troupinii J. Raynal
- Aponogeton ulvaceus Bak.
- hullámos vízikalász (Aponogeton undulatus) Roxb.
- Aponogeton vallisnerioides Baker

## Fordítás
- Ez a szócikk részben vagy egészben  az   Aponogeton című angol Wikipédia-szócikk ezen változatának fordításán alapul.  Az eredeti cikk szerkesztőit annak laptörténete sorolja fel. Ez a jelzés csupán a megfogalmazás eredetét és a szerzői jogokat jelzi, nem szolgál a cikkben szereplő információk forrásmegjelöléseként.